# Lábris

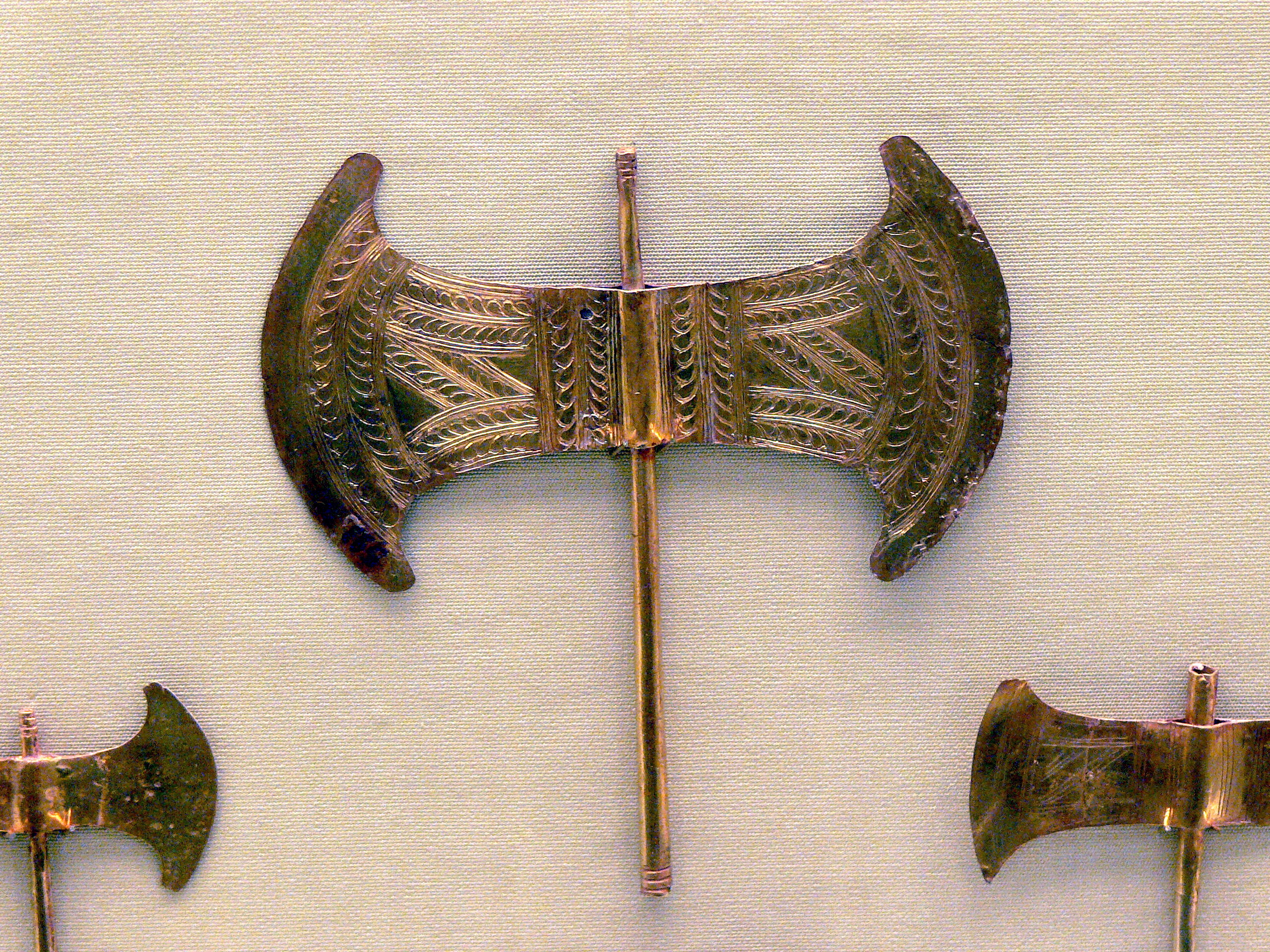
Lábris minoico ornamentado de ouro

Lábris (em latim: λάβρυς; romaniz.: lábrys), também chamado machado da dupla lâmina, é um machado de dupla face simétrica, conhecido pelos gregos clássicos como pelequis (pelekys) ou sagáris.
Também era usado como cetro pela deusa Deméter — Ártemis — deusa da Terra, e os rituais associados à deusa Demétria envolviam atos lésbicos. Uma teoria sugere que ele poderia ter sido utilizado originalmente na batalha das mulheres guerreiras citas. Outra teoria aponta que o machado é utilizado normalmente em muitas sociedades matriarcais. Ele era usado como símbolo apenas, e talvez como ferramenta, uma vez que sua cabeça pesada o faz impossível de manejar durante um combate. Atualmente é um símbolo lésbico, um dos mais conhecidos.

## Etimologia
Plutarco relata que a palavra lábrys era uma palavra lídia para “machado”: Λυδοὶ γὰρ ‘λάβρυν’ τὸν πέλεκυν ὀνομάζουσι. (“Pois os lídios nomeiam o machado de dois gumes ‘Labrys’”). Muitos estudiosos, inclusive Arthur Evans, afirmam que a palavra labirinto é derivada de lábris e, portanto, implica “casa do machado duplo”. Uma corporação sacerdotal em Delfos chamava-se Labyades; o nome original era provavelmente Labryades, servos do machado duplo. Na era romana, em Patrai e Messênia, adorava-se a deusa Laphria, comumente identificada com Ártemis. Dizia-se que seu nome era derivado da região em torno de Delfos.
Em Creta, o “machado duplo” não é uma arma e sempre acompanha deusas femininas, não deuses masculinos, referindo-se ao próprio deus touro masculino. Robert S. P. Beekes considera especulativa a relação de labirinto com lábris e propõe uma relação com laura (λαύρα), “rua estreita”, ou com o teônimo cariano Dabraundos (Δαβραυνδος).
Também é possível que a palavra labirinto seja derivada do egípcio, que significa: “o templo na entrada do lago”. O labirinto egípcio próximo ao Lago Moeris é descrito por Heródoto e Estrabão. A inscrição em Linear B, na tábua ΚΝ Gg 702, diz 𐀅𐁆𐀪𐀵𐀍𐀡𐀴𐀛𐀊 (da-pu2-ri-to-jo-po-ti-ni-ja). A leitura convencional é λαβυρίνθοιο πότνια (labyrinthoio potnia; “senhora do labirinto”). De acordo com alguns estudiosos modernos, poderia ser lido como *δαφυρίνθοιο (*daphyrinthoio), ou algo semelhante, e, portanto, sem uma certa ligação com o λάβρυς ou com o labirinto.

Também foi sugerida uma ligação com os símbolos do machado duplo em Çatalhöyük, que datam do Neolítico. Em Labraunda, na Cária, bem como na cunhagem dos governantes hecatomnidas da Cária, o machado duplo acompanha o deus da tempestade Zeus Labraundos. Arthur Evans observa,
"Parece natural interpretar os nomes dos santuários carianos, como Labranda, no sentido mais literal, como o local do lábris sagrado, que era o nome lídio (ou cariano) para o grego πέλεκυς [pelekys], ou machado de dois gumes. Nas moedas de Carian, de fato de data bastante tardia, o lábris, colocado em sua longa alça semelhante a um pilar, com dois filetes dependentes, tem muito a aparência de uma imagem de culto."

## Bandeira do lábris
A bandeira lésbica do lábris foi criada em 1999 pelo designer gráfico Sean Campbell e publicada em junho de 2000 na edição de Palm Springs do Gay and Lesbian Times.O desenho é composto por um lábris, um machado de duas lâminas, tradicionalmente associado às amazonas da mitologia sobreposto a um triângulo preto invertido, com fundo violeta com base na organização chamada Ameaça Lavanda.
O lábris foi adotado na década de 1970 como símbolo de força e resistência pela comunidade lésbica feminista. Já o triângulo preto invertido remete ao símbolo utilizado pelo regime nazista para identificar mulheres consideradas "associais", incluindo lésbicas, que eram perseguidas e enviadas a campos de concentração. Esse símbolo foi posteriormente reivindicado por parte da comunidade lésbica, em analogia à apropriação do triângulo rosa por homens gays, embora as lésbicas não estivessem contempladas no parágrafo 175 do código penal alemão, ainda assim foram alvo de repressão.
A cor violeta utilizada na bandeira é tradicionalmente associada à cultura lésbica, em especial em referência à poesia da escritora grega Safo. A bandeira tem sido alvo de críticas e debates dentro da comunidade LGBTQIA+, sobretudo por ter sido criada por um homem gay cisgênero, por ter sido adotada por grupos TERFs (feministas radicais trans-excludentes) e pela presença do triângulo invertido, que pode remeter a interpretações controversas em relação ao nazismo e ao antissemitismo. Em resposta, algumas versões alternativas da bandeira foram desenvolvidas, removendo o triângulo e modificando o lábris.

## Galeria

Bandeira lésbica lábris
Bandeira lésbica lábris
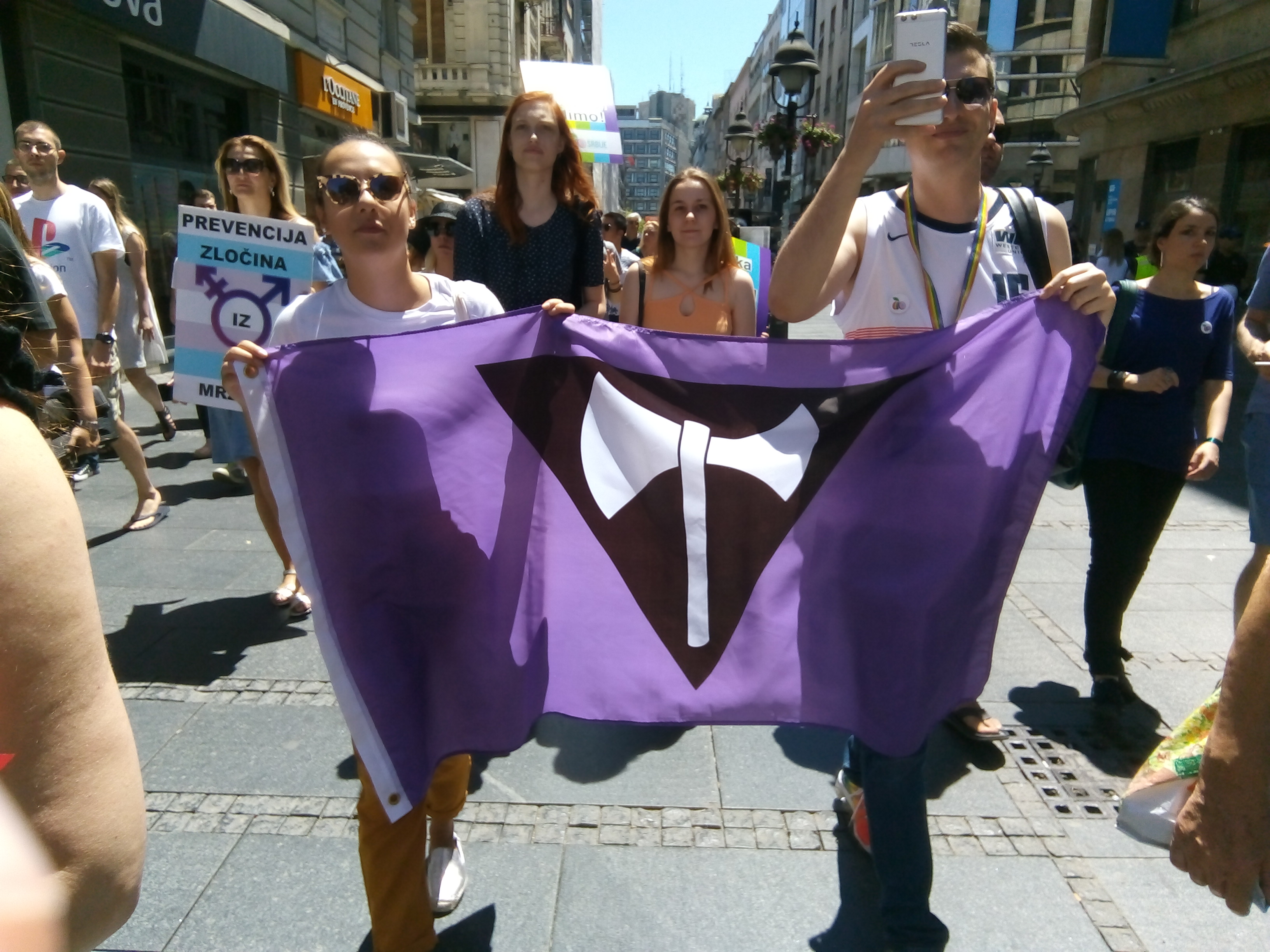
Bandeira lésbica lábris do Orgulho lésbico, Pride Serbia 2019
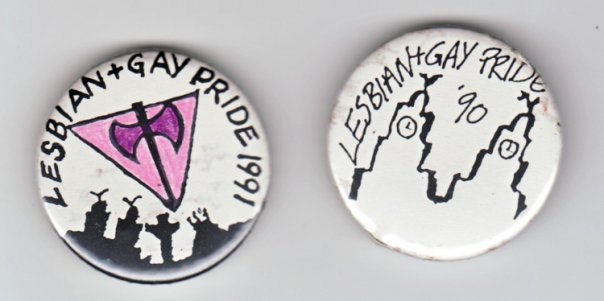
Boton Orgulho gay e lésbico, Liverpool 1990 - 1991
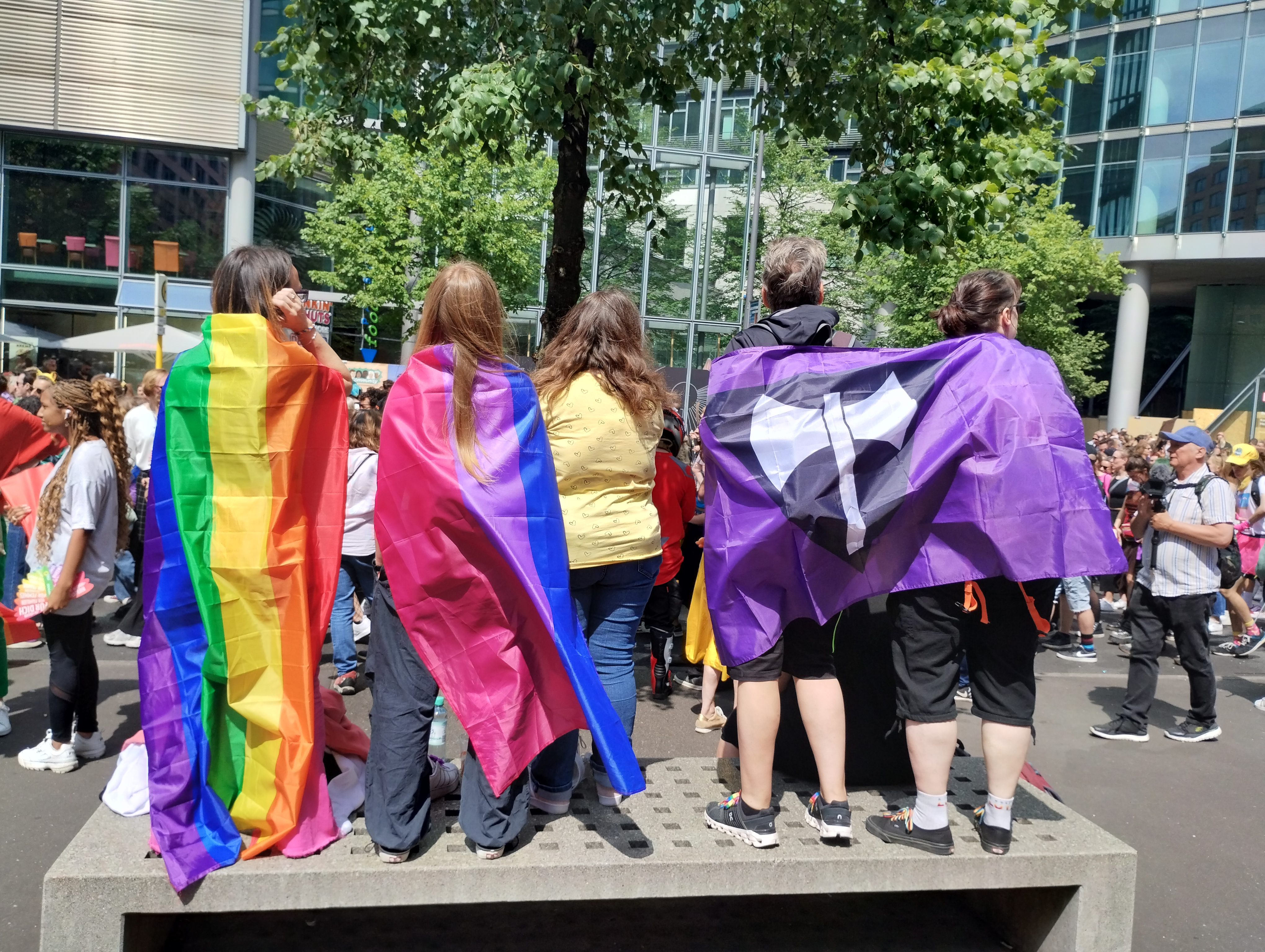
Bandeira lésbica lábris do Orgulho gay, Berlin 2023
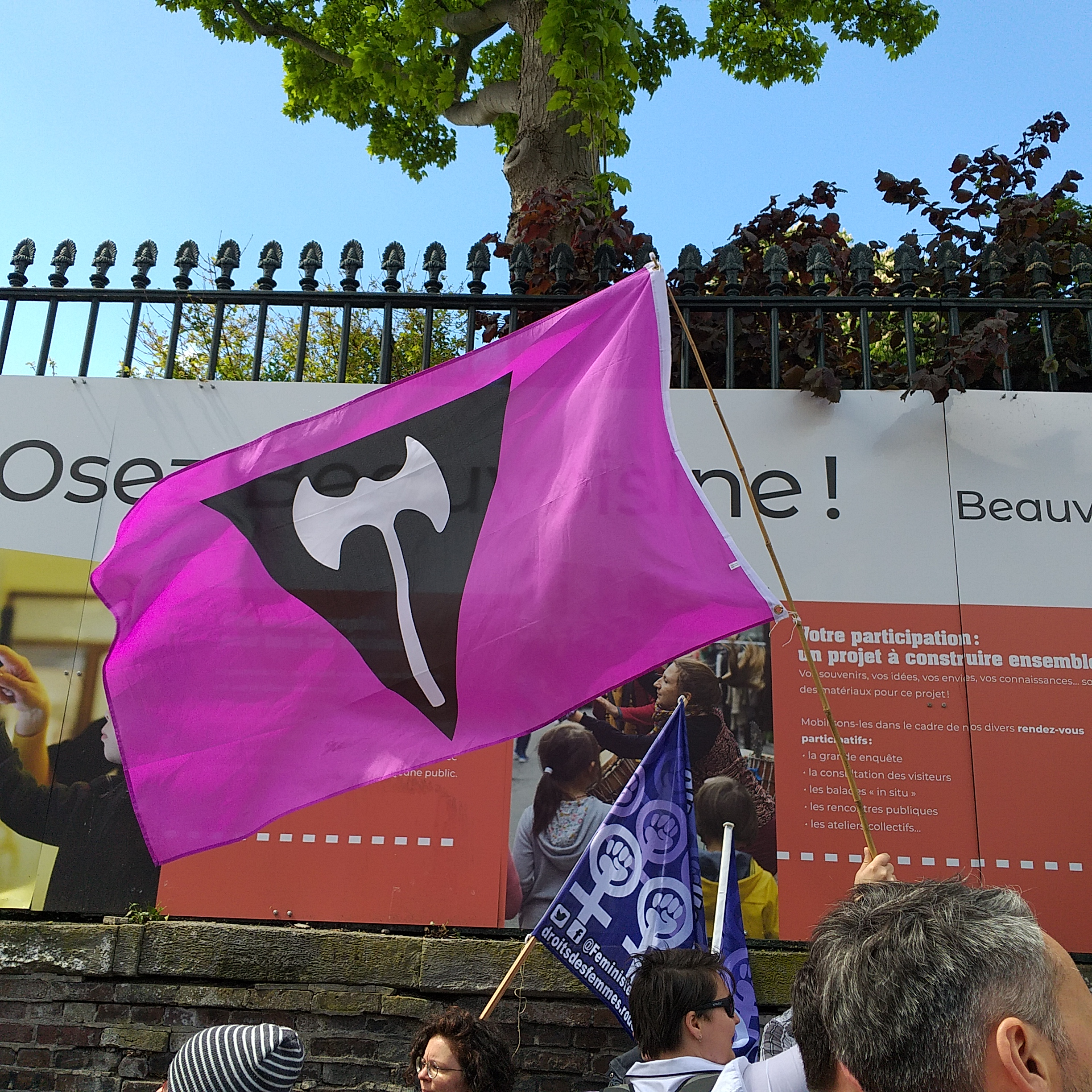
Bandeira lésbica lábris em Marcha do orgulho, Ruão, França, 2019
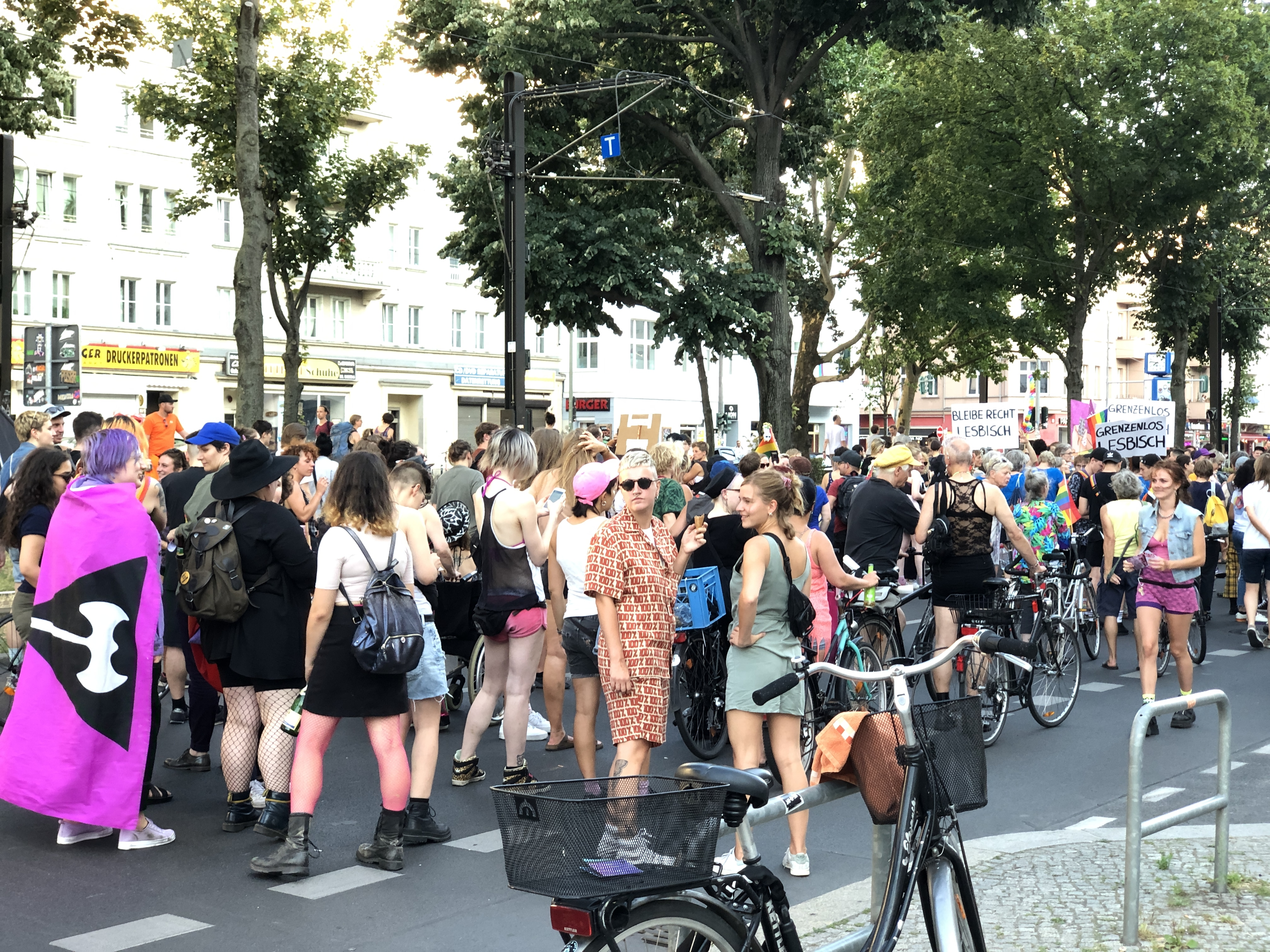
Bandeira lésbica lábris em Marcha do orgulho, Berlin 2019